# Деревенько, Андрей Еремеевич
Андре́й Ереме́евич Дереве́нько (19 (31) августа 1878 — 1921?) — унтер-офицер Гвардейского экипажа Русского императорского флота, в 1906–1917 годах — «дядька» (слуга) Цесаревича Алексея Николаевича (Романова). Почётный гражданин в 1914–1917 годах.

## Биография
Родился на Волыни в селе Горопаи Черторыйской волости Новоград-Волынского уезда Волынской губернии Российской империи (ныне — Житомирский район Житомирской области Украины) в украинской семье сельских обывателей. Православного вероисповедания. Был грамотным (имел начальное образование). Ремёслами не владел.

### Служба нафлоте
В конце 1899 года был призван на действительную военную службу на Балтийский флот Российской империи. 5 января 1900 года зачислен в Гвардейский экипаж матросом 2-й статьи.
В сентябре 1901 года стал матросом-стрелком и гимнастом-инструктором. С 1 января 1902 года — матрос 1-й статьи, гимнаст-инструктор. 12 октября 1905 года был награждён серебряными часами с государственным гербом и в ноябре того же года произведен в квартирмейстеры.
В декабре 1905 года квартирмейстер А. Е. Деревенько поступил на сверхсрочную службу. Продолжал служить в Гвардейском экипаже. Отличался большой физической силой, атлетическим телосложением, добродушием, уравновешенным характером.
В 1902–1906 годах находился в плаваниях, внутренних и заграничных, на императорской яхте «Полярная Звезда».
В мае 1906 года, продолжая служить сверхсрочно в Гвардейском экипаже, был нанят на службу к Высочайшему Двору «дядькой» (слугой) Цесаревича Алексея.
В январе 1907 года был произведен в боцманматы, в феврале 1909 года — переименован в строевые боцманматы. В апреле 1911 года произведен в старшие береговые боцманы, в мае 1916 года — в кондукто́ры 1-го класса. Был в плаваниях на Императорской яхте «Штандарт».
За годы службы удостоен многих наград, в том числе — российских медалей с надписью «За усердие», российских памятных медалей, многих иностранных золотых и серебряных медалей, также — серебряного креста гессенского ордена Филиппа Великодушного.
В 1914 году был удостоен личного почётного гражда́нства.
В боевых действиях не участвовал.
1 июля 1917 года был уволен от военно-морской службы в отставку.

#### Дядька цесаревича Алексея
13 мая 1906 года квартирмейстер Деревенько был нанят на службу к Высочайшему Двору (без увольнения от службы в Гвардейском экипаже) и назначен «дядькой» (слугой) двухлетнего Цесаревича и Великого Князя Алексея Николаевича (Романова).
Появление должности «дядьки»
Тяжёлая неизлечимая болезнь Алексея — гемофилия — требовала постоянного нахождения в его окружении лиц, ответственных за его физическую безопасность и здоровье. Несмотря на болезнь, ребёнок рос очень подвижным, женский персонал не мог во всех случаях поспевать за наследником, а малейшая травма могла спровоцировать внутреннее кровоизлияние и обернуться самыми трагическими последствиями.
Ежегодно царская семья совершала плавание по финским шхерам, во время которого к малолетним царским детям персонально приставлялись матросы, присматривавшие за детьми, когда те находились на палубе. Дети много двигались и даже катались по палубе на роликовых коньках. 14 мая 1906 года А. Е. Деревенько был представлен Николаю II в Петергофе, и тогда же он был внесён в списки придворной челяди с главной задачей опекать наследника во время нахождения царской семьи в море. Впервые он исполнял эту обязанность во время плавания императорской яхты «Штандарт» по финским шхерам в августе 1906 года. С этого времени в перечне лиц, значившихся в окружении «августейших детей», наряду с «няньками» появился и матрос–«дядька» Андрей Деревенько.
Его службой, судя по всему, были довольны и новой должности «дядька» было решено дать официальный статус. 12 ноября 1906 года начальник Канцелярии императрицы граф Я. Н. Ростовцов в записке к камер-фрау императрицы М. Ф. Герингер сообщил, что «Ея Величеству императрице Александровне Фёдоровне угодно, чтобы состоящего с 13-го мая 1906 г. при комнатах Его Императорского Высочества Наследника Цесаревича Алексея Николаевича квартирмейстера Гвардейского Экипажа Андрея Деревенько называли „дядькою“ при Его Императорском Высочестве». Таким образом, наименование «дядька» приобрело официальный характер.
Инцидент у острова Гроншер
Летом 1907 года императорская яхта «Штандарт» с царской семьёй на борту совершала традиционную прогулку по финским шхерам. В районе острова Гроншер «Штандарт» наскочил на подводную скалу, не указанную на картах, и плотно сел на неё серединой корпуса. Удар был такой силы, что паровые котлы слетели со своих мест, а яхту смогли снять со скалы только спустя 10 дней, после чего «Штандарт» отбуксировали в док для капитального ремонта.
Во время этого происшествия А. Е. Деревенько проявил себя с наилучшей стороны. На глазах Императрицы он сделал все, чтобы обезопасить двухлетнего наследника. А. А. Вырубова так свидетельствовала о произошедшем: 

Мы почувствовали ужасный толчок. Казалось, что судно подскочило в воздух и упало опять на воду. Потом оно остановилось, и левый борт его стал крениться. Все произошло мгновенно. Посуда и вазы с цветами оказались на полу. Государыня в ужасе вскрикнула, испуганные дети дрожали и плакали; Государь же хранил спокойствие. Он объяснил, что мы натолкнулись на риф. Послышались звуки набата, и вся команда из двухсот человек выбежала на палубу. Матрос огромного роста, Деревенько, занялся наследником. Он был нанят, чтобы оберегать наследника от возможных ушибов. Деревенько схватил мальчика и побежал с ним на нос яхты. Он сообразил, что котлы находятся как раз под столовой и первой может пострадать эта часть судна.
После случившегося положение А. Е. Деревенько при царской семье окончательно укрепилось, а сам этот инцидент оброс множеством легенд. Историк И. В. Зимин привёл наиболее характерные на его взгляд трансформации, произошедшие в описании этой истории спустя годы: подводная скала стала миной, а бравый матрос Деревенько бросился с палубы тонущего судна с 2-х летним цесаревичем в руках в воду.
Незаменимый слуга
Комната А. Е. Деревенько во всех императорских резиденциях располагалась рядом со спальней цесаревича. Алексей Николаевич называл его «Диной». Деревенько ценили прежде всего потому, что тот умел ладить с ребёнком. А. А. Вырубова писала в своих воспоминаниях: «На… велосипеде матрос возил Алексея по парку в Царском Селе. Часто приходили играть с Наследником и дети Деревенько, и вся одежда Алексея обычно переходила к ним. Когда Наследник бывал болен и плакал по ночам, Деревенько сидел у его кроватки. У бедного ребенка никогда не было аппетита, но Деревенько умел уговорить его. Когда Наследнику исполнилось шесть или семь лет, его воспитание поручили учителю, а Деревенько остался при нем как слуга… он не так баловал <наследника>, хотя был очень предан и обладал большим терпением».
Поведение А. Е. Деревенько нравилось далеко не всем. Так, М. К. Лемке писал о нём в своих воспоминаниях «250 дней в царской ставке»: «Матрос разухабистого вида, с нахальной рожей… он — персона; с ним все очень внимательны, заискивают, угощают папиросами… по-видимому, лейб-хирург проф. С. П. Фёдоров пользуется особым расположением Деревенько. Тот сегодня очень долго суетился: „Где профессор?“ – кричал он, когда усаживал в автомобиль дворцовую челядь при выходе ея из штабного кинематографа». П. Жильяр вспоминал, что А. Е. Деревенько вынуждал людей из низших сословий, приходящих к Алексею Николаевичу (депутацию крестьян и тому подобное), вставать перед ним на колени. Цесаревич при этом густо краснел и не знал, как себя вести. П. Жильяру пришлось провести беседу с дядькой, разъяснив недопустимость такого излишнего подобострастия, после чего подобное прекратилось.
Будучи введён в ближайший круг наследника российского престола, он, видимо, понимал значимость своего положения и в один из драматических моментов жизни царской семьи — во время кризиса в Спале, когда из-за приступа гемофилии наследник чуть не умер от внутреннего кровоизлияния — даже пытался вести дневник. Регулярные записи велись с 1 сентября по 28 октября 1912 года. Их содержание было бесхитростным, так 6 сентября 1912 года он записал: «Утром сидели дома, ножка болела. Компресс был, играли в карты».
По мере взросления Цесаревича «дядька» уже не справлялся с расширяющимся кругом обязанностей и в ноябре 1913 года к нему в помощники поступил ещё один матрос со «Штандарта», Климентий Нагорный.
Материальное вознаграждение от Царской Семьи
Дядька Цесаревича получал весьма достойное жалованье. На январь 1914 года оно складывалось: из сумм, выделяемых на Наследника Цесаревича, — 360 рублей, жалованья Гвардейского экипажа — 444 рубля, дополнительных выдач Гвардейского экипажа — 579 рублей, что в конечном итоге составляло 1383 рубля в год. Кроме этого, существовали различные косвенные выплаты.
Царская семья входила в семейные заботы А. Е. Деревенько. Например, в ноябре 1910 года Александра Фёдоровна узнала, что у него на родине больна сестра, и повелела ему уволиться в отпуск для её посещения, причём ему и его жене выделили деньги на дорогу. В марте 1912 года сына А. Е. Деревенько за счёт царской семьи прооперировали в больнице Крестовоздвиженской общины, «за что туда было переведено 18 руб. Канцелярией Императрицы Александры Фёдоровны». А. Е. Деревенько на обучение детей тратил 350 рублей в год, например — он обучал их французскому языку и приходящей учительнице платил по 20 рублей в месяц. В декабре 1915 года он обратился к Императрице с ходатайством о назначении ежегодного пособия на образование детей. Просимые деньги ему немедленно выделили.
Но были и денежные взыскания. Например, в апреле 1912 года в Канцелярию Императрицы поступило письмо, подписанное генерал-лейтенантом, заведующим хозяйством Гофмаршальской части, в котором «за невозвращенные в Ливадийскую сервизную кладовую осенью 1911 г. ложку столовую простую ценой в 12 коп. и две столовых простых вилки по 10 коп. за штуку» материально ответственному боцману Деревенько предлагалось вернуть 32 копейки.

#### После Февральской революции
После Февральской революции отношение ряда лиц из ближайшего окружения царской семьи к последним претерпело существенные изменения. Поведение А. Е. Деревенько вызвало нарекания лиц, оставшихся преданными семье отрекшегося императора.
В первые дни беспорядков он, как сверхсрочнослужащий унтер-офицер Гвардейского экипажа, вынужден был уйти из Александровского дворца Царского Села вместе с остальными матросами Гвардейского экипажа. Следователь Н. А. Соколов в своём труде «Убийство царской семьи» писал: «старый дядька Наследника боцман Деревенько, тот самый, среди детей которого протекли первые годы жизни Наследника, кто носил Его на руках во время болезни, в первые же дни переворота проявил злобу к Нему, оказался большевиком и вором и покинул Царскую Семью…». А. А. Танеева 19 марта 1917 года отметила в своём дневнике: «Когда меня везли мимо детской Алексея Николаевича, я увидела матроса Деревенько, как он сидел, развалившись на кресле, и приказывал Наследнику подать ему то то, то другое. Алексей Николаевич с грустными и удивленными глазками бегал, исполняя его приказания.»
По воспоминаниям Е. С. Боткина, в день прибытия в Александровский дворец, в котором под домашним арестом содержалась царская семья, коменданта П. А. Коровиченко, назначенного Временным правительством, А. Е. Деревенько бежал за ним по коридору с такими низкими поклонами, что Алексей Николаевич смеялся до упаду и говорил П. Жильяру: «Посмотрите на толстяка, на толстяка!»
Тем не менее, 1 июля 1917 года «с соизволения бывшего Императора» отставной кондукто́р А. Е. Деревенько был назначен камердинером Алексея Николаевича. Но его не включили в список лиц, сопровождавших ссылаемую Временным правительством в Тобольск царскую семью. Это было связано якобы с разоблачёнными приписками бывшего дядьки. Комиссар Временного правительства B. C. Панкратов писал «при наследнике Алексее состоял дядька, матрос Деревенько, полуграмотный, но хитрый хохол, который пользовался большим доверием Александры Фёдоровны. Перед самым отъездом он подал счет (полковнику Кобылинскому) расходов. В счёте оказалось, что сын Николая II за июль 1917 г. износил сапог более чем на 700 руб. Полковник Кобылинский возмутился и заявил матросу Деревенько, что в Тобольск его не пустят». В ссылку с царской семьёй, в должности гардеробщика, отправился другой «дядька» Алексея Николаевича, — уволенный от службы в Гвардейском экипаже квартирмейстер Нагорный, Климентий Григорьевич.
После того как царская семья отбыла в ссылку, камердинер Деревенько был уволен от службы при Дворе в бессрочный отпуск и также покинул столицу — уехал с семьей в Олонецкую губернию. При этом он продолжал поддерживать регулярную связь как с чинами Канцелярии бывшей Императрицы Александры Фёдоровны, так и с Тобольском. Сохранилось несколько его писем, направленных в Петроград к делопроизводителю Канцелярии Императрицы Никитину и камер-фрау Императрицы Герингер. Они охватывают период с сентября 1917 года по март 1918 года и в основном посвящены описаниям различных материальных трудностей и просьбой о денежных выплатах. Но есть в них и упоминания о Тобольске. В письме к Герингер от 21 сентября 1917 года Деревенько писал: «Получил письмо из Тобольска, все здоровы, некоторые хотели ехать, но им сказали, что нет свободного помещения. Не знаю, когда я попаду в Тобольск? На дежурстве Мария Фёдоровна!» В письме от 14 ноября 1917 года он писал: «Получил письмо от Нагорного 10 ноября. Все здоровы. Он пишет, что до весны не будет никакой смены никому… Мне сейчас тяжело жить. Жаль, что я не уехал в Сибирь!». В письмах к Никитину, написанных в период с января по март 1918 года он писал, что «письма из Тобольска получаю все, слава Богу, благополучно, не знаю, когда я туда попаду? Жду приказания».

### Дальнейшая судьба
Дальнейшая судьба А. Е. Деревенько доподлинно не известна. По некоторым данным, он умер от тифа в Петрограде в 1921 году.

## Награды
Российской империи:
- медали с надписью «За усердие»:
  - серебряная нагрудная на Станиславской ленте (25.03.1907)
  - серебряная нагрудная на Аннинской ленте (24.12.1910, за выслугу 5 лет на сверхсрочной службе)
  - золотая нагрудная на Аннинской ленте (27.04.1912)
  - серебряная шейная на Владимирской ленте (19.07.1915)
  - серебряная шейная на Александровской ленте (16.06.1916)
- памятные светло-бронзовые нагрудные медали:
  - «В память 100-летия Отечественной войны» (26.08.1912)
  - «В память 300-летия Дома Романовых» (21.02.1913)
  - «В память 200-летия Гангутской победы» (27.06.1914)
- нагрудные знаки:
  - Знак морской охраны из белого металла (26.10.1908)
  - Кульмский знак «В память 200-летия Гвардейского экипажа» (08.05.1910)

Иностранные:

кресты:
- Гессенский серебряный крест ордена Филиппа Великодушного (1910)
- Крест (знак ордена … ?) ???

медали:
- Французская золотая нагрудная (20.06.1908)
- Английская серебряная нагрудная (25.07.1908)
- Бухарская золотая шейная (05.10.1909)
- Шведская серебряная нагрудная (20.06.1909)
- Бухарская серебряная нагрудная (юбилейный знак) (04.03.1911)
- Шведская золотая нагрудная (15.06.1911)
- другие иностранные медали

## Семья
Был женат на уроженке Олонецкой губернии Анне Андреевне. У семьи Деревенько было три сына: Алексей – 1904 года рождения, Сергей – 1908 г.р. и Александр – 1912 г.р. Все они были крестниками Императрицы Александры Фёдоровны и Цесаревича, а это значило, что детям оплачивалось обучение за счёт царской семьи и в будущем обеспечивался бы благоприятный карьерный старт. Два старших сына «дядьки», совместно с сыном доктора В. Н. Деревенко Колей, были товарищами Цесаревича по детским играм.

## В русской культуре
А. Е. Деревенько был одной из колоритных фигур в царском окружении. О нём непременно упоминали мемуаристы. В. В. Шульгин, хорошо знавший быт крестьян Волынской губернии, где владел поместьем, в своей книге «Дни» так описал встречу А. Е. Деревенько с депутацией волынских крестьян, прибывших на аудиенцию к Николаю II:

Матрос Деревенько,… который услышал, что волынские крестьяне представляются, захотел повидать своих… И вот он тоже – «вышел»… Красивый, совсем как первый любовник из малорусской труппы (воронова крыла волосы, а лицо белое, как будто он употреблял creme Simon), он, скользя по паркету, вышел, протянув руки – «милостиво»: Здравствуйте, земляки! Ну, как же вы там?… Очень было смешно…— Шульгин В. В. «Дни»
Он же являлся одним из персонажей романа «Нечистая сила» писателя B. C. Пикуля. В нём писатель дал «дядьке» такую характеристику, которая, по мнению историка И. В. Зимина, довольно точна: «Попав на дармовые харчи, Деревенько, сын украинца-хуторянина, сразу показал, на что способен. В одну неделю отожрался так, что форменка трещала, и появились у матроса даже груди, словно у бабы-кормилицы». Инцидент у острова Гроншер был в романе описан следующим образом:  «В этот момент некто вырывает из её рук сына и заодно с ним скрывается… в пучине! Не скоро на поверхности моря, уже далеко от шлюпки, показалась усатая морда матроса, который, держа мальчика над водой, поплыл обратно к „Штандарту“, пробоину на котором уже заделали».